# Аксуський сільський округ (Аксуський район)
Аксу́ський сільський округ (каз. Ақсу ауылдық округі, рос. Аксуский сельский округ) — адміністративна одиниця у складі Аксуського району Жетисуської області Казахстану. Адміністративний центр — село Аксу.
Населення — 1959 осіб (2021; 2302 у 2009, 3410 у 1999, 4705 у 1989).
Станом на 1989 рік існували Аксуська сільська рада (села Аксу, Казахстан, Онім, селище Казсільхозтехніка) та Кокжайдацька сільська рада (села Кокжайдак, Чолакозак).

## Склад
До складу округу входять такі населені пункти:
| Населений пункт | Населення, осіб (1989) | Населення, осіб (1999) | Населення, осіб (2009) | Населення, осіб (2021) |
| --------------- | ---------------------- | ---------------------- | ---------------------- | ---------------------- |
| Аксу, село      | 2367                   | 1502                   | 892                    | 885                    |
| Байтерек, село  | 408                    | 295                    | 170                    | 73                     |
| Казахстан, село | 653                    | 408                    | 252                    | 340                    |
| Кокжайдак, село | 606                    | 783                    | 693                    | 539                    |
| Онім, село      | 326                    | 174                    | 75                     | 32                     |
| Шолакозек, село | 345                    | 248                    | 220                    | 90                     |